# فريدريك نورتن مانينغ
فريدريك نورتن مانينغ (بالإنجليزية: Frederick Norton Manning)‏ هو طبيب أسترالي، ولد في 25 فبراير 1839 في Rothersthorpe ‏ في المملكة المتحدة، وتوفي في 18 يونيو 1903 في سيدني في أستراليا.